# 大十二面半二十面体
大十二面半二十面体 (Great dodecahemicosahedron)とは、一様多面体の一種で、十二・十二面体の正5/2角形の面を削ったものである。
- 構成面： 正五角形 12枚、正六角形 10枚
- 辺： 60
- 頂点： 30
- 頂点形状： 5,6,5/4,6 (5,6,5,6が蝶ネクタイ形に交差する)
- ワイソフ記号： 5/4 5 | 3
- 枠： 二十・十二面体
- 双対： Great dodecahemicosacron（無限遠点を含む）
- 外接球半径： 一辺を2とすると2

## 同じ枠を持つ立体
- 二十・十二面体
- 小二十面半十二面体
- 小十二面半十二面体
- 大二十・十二面体
- 大十二面半十二面体
- 大二十面半十二面体
- 十二・十二面体
- 小十二面半二十面体
- 5個の正八面体による複合多面体
- 5個の四面半六面体による複合多面体